# Aquilia de dolo malo
Aquilia de dolo malo va ser una llei romana aprovada, se suposa, l'¡any 687 a.u.c. (66 aC) que tractava sobre els danys produïts voluntàriament amb malícia.